# نژاد و ژنتیک

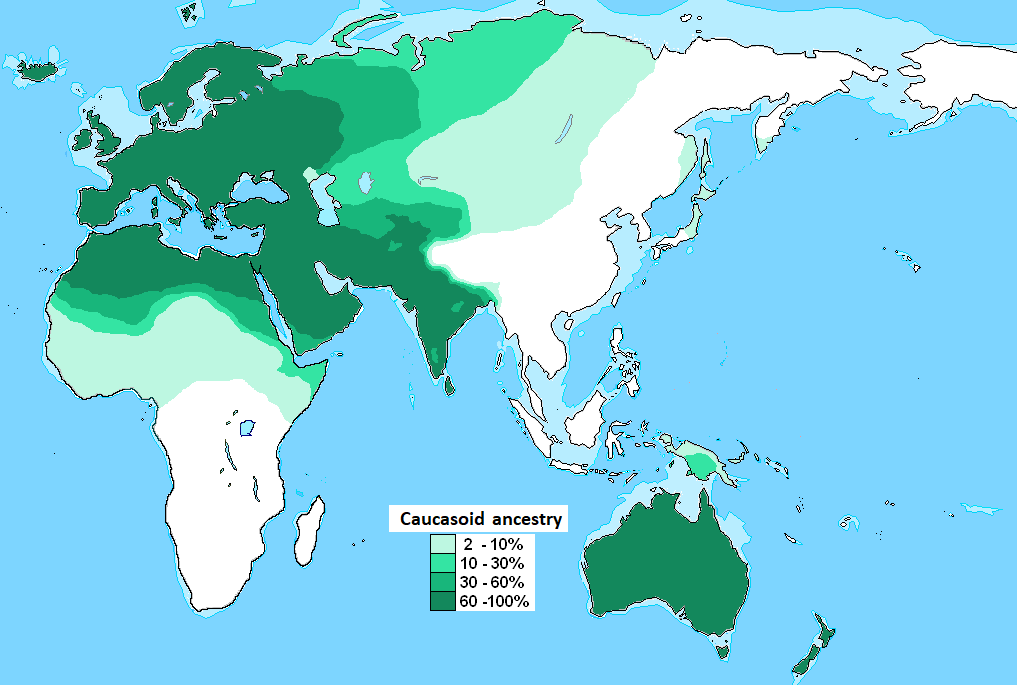
این نقشه میانگین توزیع اصل و نسب غرب اوراسیایی(قفقازی) را نشان می دهد.

محققان بر روی رابطه بین نژاد و ژنتیک به عنوان بخشی از تلاش‌ها برای درک چگونگی نقش زیست‌شناسی در دسته‌بندی نژادی انسان تحقیق کرده‌اند.
بسیاری از سازه‌ها از نژاد با صفات فنوتیپی و نسب جغرافیایی مرتبط است و دانشمندانی مانند کارل لینئوس حداقل از قرن هجدهم میلادی مدل‌های علمی را برای سازماندهی نژاد پیشنهاد داده‌اند. به دنبال کشف ژنتیک مندلی و نقشه‌برداری از ژنوم انسان، سوالات مربوط به زیست‌شناسی نژاد اغلب از نظر ژنتیکی چارچوب بندی شده‌است. طیف گسترده‌ای از روشهای تحقیق برای بررسی الگوهای تنوع انسانی و روابط آنها با نژادها و نژادها به کار گرفته شده‌است، از جمله مطالعات صفات فردی، مطالعات جمعیت‌های بزرگ و خوشه‌های ژنتیکی، و مطالعات عوامل ریسک ژنتیکی برای بیماری
تحقیقات در مورد نژاد و ژنتیک همچنین به این خاطر که از نژادپرستی علمی برخاسته یا به آن کمک می‌کند مورد انتقاد قرار گرفته‌است. برخی‌ها مطالعات ژنتیکی صفات و جمعیت را به عنوان شواهدی برای توجیه نابرابری‌های اجتماعی در ارتباط با نژاد، تفسیر کرده‌اند با وجود این واقعیت که نشان داده شده الگوهای واریاسیون انسان، عمدتاً کلینیکی اند و کد ژنتیکی انسان در حدود ۹۹٫۹٪ بین افراد یکسان است، و مرز مشخصی بین گروه‌ها وجود ندارد.
بحثی علمی در مورد تعریف و معنی نژاد در تحقیقات ژنتیکی و پزشکی وجود دارد. برخی از محققان استدلال می‌کنند که نژاد می‌تواند به عنوان «نیابتی» برای نسب ژنتیکی عمل کند زیرا افراد متعلق به یک گروه نژادی ممکن است در یک نژاد مشترک باشند، اما دیگران حامی تمایز قائل شدن بین زیست‌شناسی و عوامل اجتماعی، سیاسی، فرهنگی و اقتصادی که در نژاد آن گونه که معمولاً درک می‌شود سهم دارد هستند.

## واریاسیون ژنتیکی
واریاسیون ژنتیکی از جهش‌ها، از انتخاب طبیعی، مهاجرت بین جمعیت‌ها (شارش ژن) و از بُرخوردگی مجدد ژن‌ها از طریق تولید مثل جنسی ناشی می‌شود. جهش‌ها منجر به تغییر در ساختار DNA می‌شوند، زیرا ترتیب بازها از نو مرتب می‌شوند. در نتیجه، پروتئین‌های مختلف پلی پپتیدی کدگذاری می‌شوند. برخی جهش‌ها ممکن است مثبت باشند و به فرد کمک کنند تا در محیط خود به‌طور موثرتری بقا پیدا کند. تنوع با انتخاب طبیعی و رانش ژنتیکی خنثی می‌شود. همچنین به اثر بنیانگذار، هنگامی که تعداد کمی از بنیانگذاران اولیه جمعیتی را ایجاد می‌کنند که به این خاطر با درجه نسبتاً کمی از تغییرات ژنتیکی شروع می‌شود، توجه کنید. وراثت اپی ژنتیکی شامل تغییرات وراثتی در فنوتیپ (شکل ظاهری) یا بیان ژن است که توسط مکانیسم‌های دیگری غیر از تغییر در توالی DNA ایجاد می‌شود.
فنوتیپ‌های انسانی بسیار پلی ژنتیک (وابسته به تعامل بسیاری از ژن‌ها) هستند و تحت تأثیر محیط و همچنین ژنتیک هستند.
تنوع نوکلئوتیدی مبتنی بر جهش‌های منفرد، چند ریختی‌های تک نوکلئوتیدی (SNP) است. تنوع نوکلئوتیدی بین انسانها حدود ۰٫۱ درصد است (یک تفاوت در هر هزار نوکلئوتید بین دو انسان که به‌طور تصادفی انتخاب شده‌اند). این به تقریباً سه میلیون SNP می‌انجامد (از آنجا که ژنوم انسان حدود سه میلیارد نوکلئوتید دارد). تخمین زده می‌شود ده میلیون SNP در جمعیت انسانی وجود دارد.
تحقیقات نشان داده‌است که تغییرات غیر SNP (ساختاری) تنوع ژنتیکی انسان را بیشتر از تنوع تک نوکلئوتیدی تشکیل می‌دهد. تنوع ساختاری شامل تغییر تعداد کپی و نتایج حاصل از حذف، وارونگی، درج و تکثیر است. تخمین زده می‌شود که تقریباً ۰٫۴ تا ۰٫۶ درصد از ژنوم افراد غیرمرتبط متفاوت باشد.

## مبنای ژنتیکی نژاد
تحقیقات علمی زیادی پیرامون این مسئله که آیا مبنای ژنتیکی برای نژاد وجود دارد یا خیر، سازمان یافته‌است. به گفته لوئیجی لوکا کاوالی-اسفورزا، "از دیدگاه علمی، مفهوم نژاد نتوانسته هیچ اجماعی ایجاد کند؛ با توجه به تغییر تدریجی در وجود، هیچ اجماعی محتمل نیست. ممکن است اعتراض شود که کلیشه‌های نژادی دارای قوامی هستند که حتی به افراد غیر متخصص اجازه می‌دهد تا افراد را طبقه بندی کند. با این حال، کلیشه‌های اصلی، همه بر اساس رنگ پوست، رنگ و فرم مو و ویژگی‌های صورت، منعکس کننده تفاوت‌های سطحی ای هستند که با تجزیه و تحلیل عمیق تر با ویژگی‌های ژنتیکی قابل اطمینان تر تایید نمی‌شود و از تکامل اخیر بیشتر تحت تأثیر آب و هوا و شاید انتخاب جنسی به وجود آمده.

## نژاد ، ژنتیک و پزشکی
تفاوت‌های آماری خاصی بین گروه‌های نژادی در احتمال ابتلا به بیماری‌های خاص وجود دارد. ژن‌ها در پاسخ به بیماری‌های محلی تغییر می‌کنند. به عنوان مثال، افرادی که منفی دافی هستند، مقاومت بیشتری در برابر مالاریا دارند. فنوتیپ دافی منفی در آفریقای مرکزی بسیار پرتکرار است و با فاصله گرفتن از آفریقای مرکزی فرکانس کم می‌شود، و جمعیت جهانی دارای میزان بالای مهاجرت اخیر از آفریقا، فراوانی بیشتری دارد. این نشان می‌دهد که ژنوتیپ دافی منفی در جنوب صحرای آفریقا تکامل یافته و متعاقباً برای منطقه بومی مالاریا به‌طور مثبت انتخاب شده‌است. تعدادی از شرایط ژنتیکی شایع در مناطق مستعد مالاریا ممکن است مقاومت ژنتیکی در برابر مالاریا را فراهم کند، از جمله بیماری سلول داسی شکل، تالاسمی و گلوکز-۶-فسفات دهیدروژناز. فیبروز کیستیک شایع‌ترین بیماری اتوزومی مغلوب کم‌کننده عمر است که در بین مردمان اروپایی نسب وجود دارد. این فرضیه که یک مزیت هتروزیگوت است، و در برابر بیماریهایی که قبلاً در اروپا رایج بودند مقاومت ایجاد می‌کند، به چالش کشیده شده‌است. دانشمندان مایکل یودل، دوروتی رابرتز، راب دساله و سارا تیشکوف استدلال می‌کنند که استفاده از این ارتباطات در عمل پزشکی باعث شده پزشکان بیماری را نادیده بگیرند یا به درستی تشخیص ندهند: مثلاً هموگلوبینوپاتی ممکن است به اشتباه به خاطر "سیاهپوستی" تشخیص داده شدن سلول داسی شکل و تالاسمی به عنوان یک بیماری "مدیترانه ای" اشتباه تشخیص داده شود. فیبروز کیستیک در جمعیت‌های نژادی آفریقایی کمتر از حد تشخیص داده می‌شود، زیرا این بیماری به عنوان یک بیماری "سفیدپوستی" در نظر گرفته می‌شود. "